# Cecco Angiolieri
Cecco Angiolieri (Sienne, vers 1258 – Sienne, vers 1312) est un écrivain et poète italien de la fin du XIIIe siècle.

## Biographie
Cecco Angiolieri est le fils d'un certain Angioliero et de Lisa de' Salimbeni issue d'une des familles les plus nobles et les plus puissantes de Sienne. Son grand-père paternel, Angioliero Solafìca, fut pendant de nombreuses années le trésorier du pape Grégoire IX. Il fut exilé de Sienne autour de 1296, probablement pour Rome si l'on en croit le sonnet adressé à Dante Dante Alighier, s’i’ so bon begolardo, pour des raisons qui restent encore obscures, faute de documents détaillés.
Cecco Angiolieri se distingue par la violence de son cynisme à la fois railleur et empreint de mélancolie. Cependant la critique contemporaine nuance cette mélancolie et cette violence. Dans ses sonnets amoureux consacrés à Becchina, son anti-Béatrice, ou dans sa correspondance poétique avec Dante, il parodie le dolce stil novo, courant littéraire en vogue à l'époque. Dans ses poésies, il fait souvent l'éloge du vin, du jeu et de l'argent.
Plus de 100 sonnets lui sont attribués, dont un des plus connus : « S'i' fosse foco » qui se présente comme un enueg occitan, c'est-à-dire une énumération de catastrophes comme en faisaient souvent les troubadours de l'époque.
Ce sonnet a par ailleurs été mis en musique par Fabrizio De André dans l'album Volume III (1968) et par Léo Ferré en 1980 (voir album La musica mi prende come l'amore).
La figure de Cecco Angiolieri a également intéressé Marcel Schwob, qui le dépeint en « poète haineux » dans ses Vies imaginaires.

### Études récents
- (it) Gianfranco Contini, Paralipomeni angioliereschi, in Saggi e ricerche in memoria di E. Li Gotti, Centro di Studi filologici e linguistici siciliani, Palermo, 1962, pp. 370-96.
- (it) Gianfranco Contini, Postilla angiolieresca,«Studi di filologia italiana», XXII [1964], pp. 581-6.
- (it) Gianfranco Contini, Angiolieri a Treviso (con una postilla), ST, II, 1985, 4, pp. 17-20.
- (it) Giuseppe Marrani, I ‘pessimi parenti’ di Cecco. Note di lettura per due sonetti angioliereschi, «Per leggere», XII (2007), pp. 6-22.
- (it) Giuseppe Marrani, Il «logro» di Cecco. Nota per «Tre cose solamente m’ènno in grado», in L’entusiasmo delle opere. Studi in memoria di Domenico De Robertis, a cura di I. Becherucci, S. Giusti e N. Tonelli, Lecce, Pensa MultiMedia, 2012, pp. 451-7.
- (it) Giuseppe Marrani, Identità di Becchina, in identità / diversità. Atti del III convegno dipartimentale dell’Università per Stranieri di Siena (Siena, 4-5 dicembre 2012), a cura di T. de Rogatis, G. Marrani, A. Patat e V. Russi, Pisa, Pacini, 2013, pp. 95-107.
- (it) Giuseppe Marrani, Filologia e pratica del commento. Ripensare Cecco Angiolieri, in La pratica del commento, Atti del convegno dell’Università per Stranieri di Siena, 14-16 ottobre 2014, a cura di D. Brogi, T. de Rogatis, G. Marrani, Pisa, Pacini, 2015, pp. 45-65.
- (it) Fabio Jermini, La configurazione metrica dei sonetti di Cecco Angiolieri, in Otto studi sul sonetto. Dai Siciliani al Manierismo, a cura di Arnaldo Soldani e Laura Facini, «Storie e Linguaggi», Padova, Libreriauniversitaria.it edizioni, 2017, pp. 41-58.
- (it) Fabio Jermini, Sulle definizioni del realismo letterario nella poesia del Due-Trecento, in Aldo Francesco Massèra. Tra Scuola Storica e Nuova Filologia, Atti del convegno internazionale di studi, Genève, 3-4 dicembre 2015, a cura di Roberto Leporatti e Anna Bettarini Bruni, «Quaderni ginevrini d’italianistica», Lecce-Brescia, Pensa MultiMedia, 2018, pp. 99-119.